# Szvestari trák síremléke
Szvestari trák síremléke 2,5 km-re délre található Szvestari falutól, 42 km-re északkeletre Razgradtól, Bulgária északkeleti részén.
A sír a Kr. e. 3. századból való. 1982-ben tárták fel. Nagyon különlegesek az itt látható félig ember, félig növény kariatida alakok. A sír keletkezése valószínűleg a dákokhoz vagy a gétákhoz köthető.
Szvestari trák síremléke 1985 óta tartozik a világörökségek közé.

## Fordítás
- Ez a szócikk részben vagy egészben  a   Thrakergrab von Sweschtari című német Wikipédia-szócikk ezen változatának fordításán alapul.  Az eredeti cikk szerkesztőit annak laptörténete sorolja fel. Ez a jelzés csupán a megfogalmazás eredetét és a szerzői jogokat jelzi, nem szolgál a cikkben szereplő információk forrásmegjelöléseként.